# Meleoma pyknotrichia
Meleoma pyknotrichia är en insektsart som beskrevs av Penny 2006. Meleoma pyknotrichia ingår i släktet Meleoma och familjen guldögonsländor. Inga underarter finns listade i Catalogue of Life.